# Migrations humaines avant la création du comté de Flandre
Pour les articles homonymes, voir Flandre.

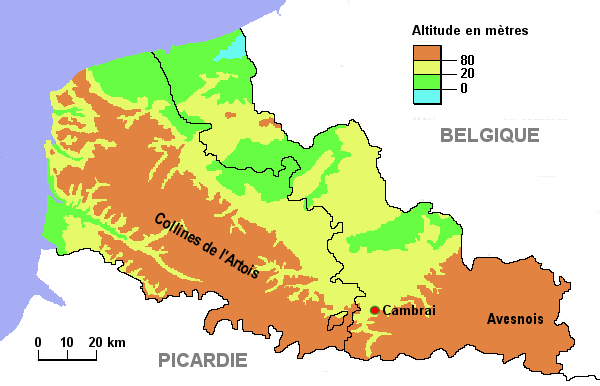
Relief des territoires de la plaine flamande.

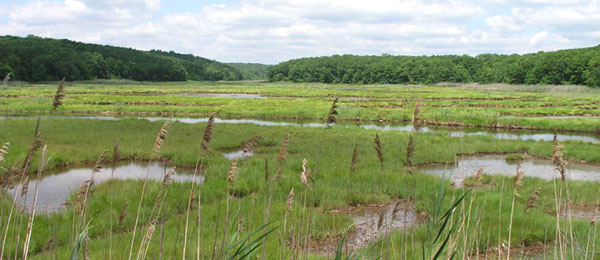
Marais saumâtre contemporain, ressemblant au territoire des premiers Francs du littoral flamand.

Les Hommes du Néolithique puis les Morins et les Ménapiens de la Gaule romaine se sont établis dans les endroits surélevés de la plaine maritime flamande. Ensuite, au IVe siècle, les peuples germaniques se sont installés dans la région, prenant lentement possession des territoires situés entre la Mer du Nord et le Cambrésis. Sur les ruines des implantations romaines, les Francs ont façonné ce qui allait devenir la Flandre.
Au fil des siècles, ces implantations humaines se sont modifiées, développées puis ont été évangélisées, jusqu'à la naissance des villes flamandes.

## Histoire des migrations

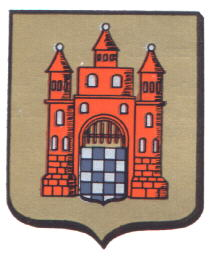
Armes de la cité d'Oudenburg

### Avant leIVesiècle
Les Hommes du Néolithique, puis les Morins et les Ménapiens de la Gaule romaine se sont établis dans les endroits surélevés de la plaine maritime flamande.

### IVeetVesiècles
Au IVe siècle, des peuples germaniques s'installent dans la région et prennent lentement possession des territoires situés entre la Mer du Nord et le Cambrésis. Sur les ruines des implantations romaines, les Francs façonnent ce qui allait devenir la Flandre. Sur la côte, Oudenburg est édifiée en réponse aux agressions des pirates Saxons.
À la fin de ce même siècle se produit une submersion marine de la zone côtière, la deuxième transgression marine dunkerquienne, dont le résultat est l'ennoiement de la partie occidentale de la future Flandre. Dès lors, au début du Ve siècle, se produisent des modifications de peuplement dans ces régions.
Aux abords de la côte actuelle, entre Dunkerque et Nieuwpoort, naissent de petits îlots humains, au niveau des territoires surélevés dans la zone des Moëres. De nouveaux venus s'installent alors en ces régions presque dépeuplées. En effet, ce pays de marais n'a été que très peu colonisé par les Romains et les Francs. Il est progressivement mis en valeur par des immigrants d'origine frisonne, habitués au commerce sur les voies navigables.
Ainsi, les Saxons et les Frisons s'installent en se glissant entre les cordons de dunes isolés et les lagunes. Les Francs occupent toujours l'intérieur des terres. Les Cattes sont soumis par les Francs et vont s'installer dans le pays des Monts de Flandre.

### À partir duVIesiècle
Au VIe siècle, le littoral flamand connaît un brassage de populations. Sur ce littoral sont implantés des Saxons, des Frisons, des Suèves et des Bretons. Une certaine connivence existe entre Francs et Bretons, hostiles aux Saxons et Frisons. Par ailleurs, les Frisons sont mêlés aux Angles et aux Bretons qui émigrent depuis la Grande-Bretagne en groupes importants. On assiste, aux VIIe et VIIIe siècles, à l'évangélisation de toutes ces populations et à la fondation de nombreux monastères.
Ces monastères constituent les principaux relais des routes empruntées par les pèlerins pour rejoindre Rome. Les abbayes apportent aussi leur contribution au développement de centres tertiaires, souvent proches des débarcadères maritimes ou fluviaux. Les produits des échanges sont le plus souvent des draps dits frisons, des vins du Bassin parisien, du plomb anglais, des armes franques, des esclaves et les bénéfices tirés des ressources des pèlerins.

## Toponymes actuels de la région
Le futur comté de Flandre ne voit augmenter sa population que progressivement à partir du VIIe siècle. L'énumération non exhaustive des toponymes actuels donne une idée du paysage de ces premiers siècles, entre Manche et Bouches-de-l'Escaut, même si les orthographes ont varié au fil du temps et des terroirs :
| Terme considéré                                                      | Lieu concerné                      | Terme considéré                                                       | Lieu concerné                                  | Terme considéré                               | Lieu concerné                             |
| -------------------------------------------------------------------- | ---------------------------------- | --------------------------------------------------------------------- | ---------------------------------------------- | --------------------------------------------- | ----------------------------------------- |
| Aard : terre au sens générique                                       | Oudenaarde                         | Abeele : peupliers                                                    | Abeele                                         | Akker : champ de labour                       | Steenakker                                |
| Beke : ruisseau                                                      | Bousbecque, Harlebeke ...          | Berg : mont                                                           | Bergues                                        | Berk : entrepôt                               | Vieux-Berquin, Neuf-Berquin               |
| Bart : né → source                                                   | Borre                              | Bosch, Busch : bois de toute nature                                   | Hertogenbosch                                  | Broek : Marais, → Broucq ou Breucq            | Rubrouck, Dennebrœucq                     |
| Dal : val ou étendue de terres basses                                | Wijnendaele, Passendale, Rosendaël | Dijk : cours d'eau creusé, digue                                      | Mardyck                                        | Eeck : chêne                                  | Eecke, Eeckhout                           |
| Gat : trou, crique                                                   | Sangatte                           | Ham : langue de terre dépassant d'un terrain inondé                   | Millam → Boningaham → Bonneghem                | Hille : pente, profondeur → enfer             | Helfaut (Helleveld)                       |
| Hem : habitat, implantation                                          | Wevelgem, Verlinghem ...           | Holt, Hout : bois                                                     | Houthulst, Wormhout                            | (Hof) Hove : cour, propriété foncière, hameau | Volckerinckhove                           |
| Kapelle, capelle : chapelle                                          | Oost-Cappel, Westkapelle           | Kerk : église                                                         | Nieuwkerke, Oostduinkerke                      | Kot : cabane, baraque                         |                                           |
| Laer, Leer : terrain vague, bois marécageux, futur pâturage communal | Oxelaëre, Roeselare                | Land : terre arable                                                   | Nieuwland, Droogland                           | Leed : fossé à eau, canal                     | Nieurlet, Nieuwerled, Moorslede, Hooglede |
| Lô, Loo : bosquet sur terrain marécageux surélevé, futur pâturage    | Wattrelos, Lô, Loon                | Lynde : tilleuls                                                      | Lynde, Linselles                               | Meersch : mare, prairie près d'un cours d'eau |                                           |
| Mille : pâturage communal clos                                       | Hoymille, Millebrouck              | Moer : terrain où on mettait la tourbe, puis étang en creux, effondré | Les Moëres, Moeren                             | Naes : promontoire                            | Blanc-Nez, Gris-Nez                       |
| Ouck, Hoek, Houck : coin                                             | Lefrinckoucke, Westhoek            | Poel : marais                                                         | Hazepool, Poelkapelle                          | Rode → rout : essart                          | Baekeroot, Sint-Genesius-Rode             |
| Roo, Roe : terre cultivée                                            | Roost-Warendin                     | Sand : sable, plage, rivage                                           | Wissant, Cadzand                               | Sassen : Saxons                               | Sassenrode, Sassenbroek                   |
| Schoot : tertre sableux surplombant marécage                         | Hondschoote, Bilkschote            | Schuur : grange                                                       | Buysscheure, Ruysscheure                       | Stapel : lieu de stockage, en bois            | Stapel                                    |
| Steen : pierre                                                       | Steene, Steenbecque                | Steger : marche, embarcadère                                          | Stegers                                        | Straat : route, chemin                        | Kruystraete, Strazeele                    |
| Veld : champ cultivé                                                 | Ghyvelde, Lichtervelde             | Voorde : gué                                                          | Steenvoorde, Poelvoorde, Beauvoorde, Hardifort | Watan : eau                                   | Watten                                    |
| Wick : établissement humain                                          | Salperwick, Craywick               | Woestine : terre difficile à cultiver ou délaissée                    | Woesten                                        | Zeele : maisonnette, résidence                | Herzeele, Ochtezeele, Dadizele            |
| Zweve : Suève                                                        | Zwevegem, Zwevezele                |                                                                       |                                                |                                               |                                           |